# Řecká pravoslavná starostylní církev

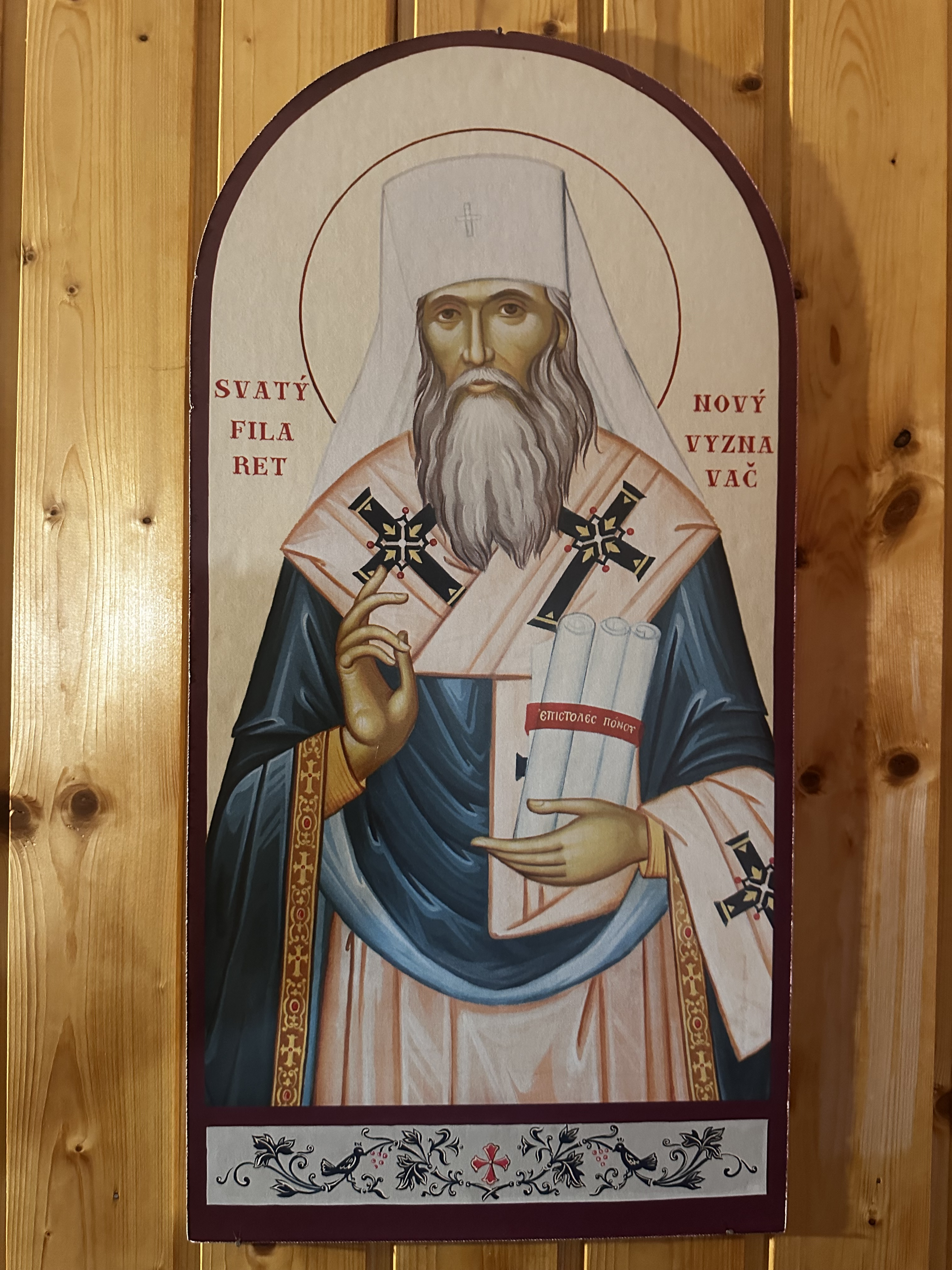
Svatý Filaret Newyorský, nový vyznavač (ikona z chrámu svatých andělů a Filareta nového vyznavače v Praze v ul. Kováků)

Řecká pravoslavná starostylní církev (řecky Παλαιοημερολογίτες) se duchovně stará o pravoslavné křesťany, kteří odmítají ekumenismus a kteří od roku 1924 přerušili společenství s takzvanými oficiálními místními pravoslavnými církvemi, zapojenými do ekumenického hnutí. Jde o tu část pravoslavných křesťanů, kteří považují ekumenismus za církevní herezi a nový kalendář za odsouzenou inovaci.

## Historie
Do roku 1923 celá Pravoslavná církev používala juliánský kalendář. Tento kalendář byl původně používán i Římskokatolickou církví a evangelickými denominacemi - ke změně došlo po roce 1582, kdy byl za papeže Řehoře XIII. nahrazen kalendářem gregoriánským. Rozdíl mezi těmito kalendáři v letech 1900 - 2100 dělá 13 dní.
Juliánský kalendář byl ještě na počátku 20. století oficiálním kalendářem používaným pro dataci ve většině pravoslavných zemí. Pro úřední účely se v Bulharsku přešlo na gregoriánský kalendář roku 1916, v Osmanské říši roku 1917, v sovětském Rusku roku 1918 a v Království Srbů, Chorvatů a Slovinců roku 1919. Řecký stát jako poslední velká země přešel na gregoriánský kalendář 16. února 1923, který se stal 1. březnem.
V květnu 1923 svolal konstantinopolský patriarcha Meletios II. (Metaxakis) zasedání Všepravoslavného kongresu. Toto shromáždění se sice na svém 3. zasedání označilo za všepravoslavné, reálně ho ale kromě delegátů z Konstantinopole tvořili pouze zástupci Srbska, Rumunska, Řecka a Kypru (přičemž Řecko a Kypr pouze zmocnily přítomné delegáty z jiných zemí, aby je zastupovali).
Všepravoslavný kongres schválil následující rozhodnutí:
- zavedení nového kalendáře „za účelem jednotného slavení velkých křesťanských svátků všemi církvemi“
- v případě souhlasu ostatních křesťanských církví stanovit slavení Paschy v Pravoslavné církvi na jednu stálou neděli v roce
- zavedení možnost sňatků kněží a diákonů po vysvěcení a nebo po ovdovění
- povolení úpravy vlasů a vousů u duchovních a nahrazení rjasy civilním oděvem
- přenesení slavení svátků významných světců ze všedních dní na neděli, aby se snížil počet volných pracovních dní
- závazné posty stanovil pouze na středu, pátek a období Velkého půstu
- svolání Všepravoslavného sněmu na rok 1925 při příležitosti 1600. výročí svolání prvního ekumenického sněmu v Nicei roku 325 (k tomu nakonec nedošlo)[2]

Nový kalendář navrhl srbský astronom Milutin Milanković, který v něm spojil tradiční způsob výpočtu paschálie a pohyblivých svátků kolem Paschy s datací gregoriánského kalendáře. Tento tzv. „nový kalendář“ byl přijat synodem řeckých pravoslavných biskupů roku 1924. Ruská pravoslavná církev, Svatá hora Athos a další místní církve, které dohromady tvoří většinu pravoslavného křesťanstva, používají pro liturgické účely juliánský kalendář.
Změna církevního kalendáře v Řecku neproběhla bez kontroverzí. Zdvihla se vlna odporu kněží, laiků a mnichů z celého Řecka i Svaté hory Athos, a kněží odmítající přijetí nového kalendáře putovali Řeckem, sloužili bohoslužby a zpovídali ty, kdo odmítali přijetí nového kalendáře. Roku 1935 tři biskupové Řecké pravoslavné církve sáhli k rozhodnutí navrátit své eparchie k juliánskému kalendáři a vysvětili čtyři další biskupy, čímž vytvořili církev "Pravých pravoslavných křesťanů" (Εκκλησία των Γνησίων Ορθοδόξων Χριστιανών - Γ.Ο.Χ.) a deklarovali, že oficiální řecká pravoslavná církev upadla do schizmatu. Roku 1937 se hnutí rozdělilo na několik částí kvůli otázce, jestli jurisdikce, které přešly na "nový kalendář" jsou ještě pravoslavné a zda mají Boží blahodať.
Roku 1960 Ruská zahraniční církev vysvětila v Řecké starokalendářní církvi nové biskupy (i díky sv. Janu Šanghajskému) a navázala s ní liturgické společenství. Protože roku 2007 došlo ke sjednocení větší části Ruské zahraniční církve s Moskevských patriarchátem a v současnosti má společenství s Řeckou pravoslavnou starostylní církví pouze skupina, která toto sjednocení odmítla.
Dne 5. března 2014 došlo ke sjednocení dvou největších frakcí řeckého starokalendářního hnutí - Řecké pravoslavné starostylní církve a Posvátného synodu v ohrazení.

## Činnost
Kromě duchovních aktivit církev vydává časopisy a knihy. 
Významné centrum pro publikační činnost této pravoslavné církve sídlí ve městě Etna v Kalifornii.

### Svatořečení
Církev činní standardní církevní činnost s veškerou jurisdikcí. Koná svatořečení světců, a to i vlastních (pravoslavných, kteří však nebyli svatořečení oficiálním pravoslavím, např. Filaret Newyorský Nový vyznavač).

## Řecká pravoslavná starostylní církev v České republice
Církev, zatím v České republice neregistrovaná, zřídila roku 2014 svou moravskou eparchii (zahrnuje území Česka, Slovenska a Polska) a v Česku má k roku 2025 čtyři chrámy: v Jezdovicích, v Praze, ve Velkém Meziříčí a v Boskovicích.